# Cellach mac Cerbaill
Cellach mac Cerbaill (algunas fuentes lo llaman "Callough"; apodado Cellach de los Graves Conflictos) fue rey de Osraige desde 905 hasta su muerte en 908.

## Historia

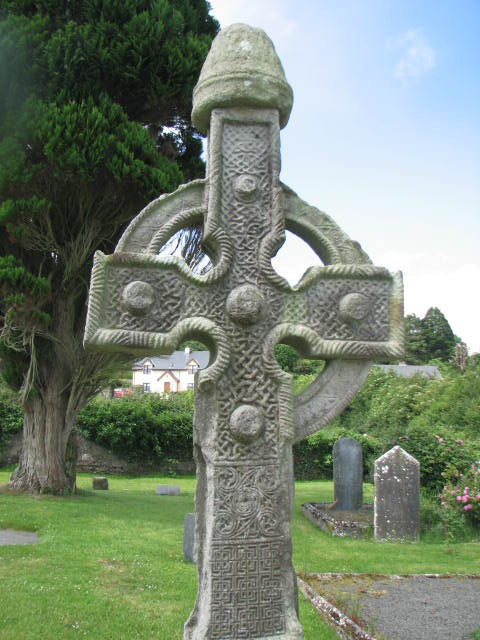
Un panel en la base de la Cruz Norte en Ahenny, condado de Tipperary (en la frontera de Munster y Osraige) representa una procesión fúnebre, supuestamente la de Cormac mac Cuilennáin tras la batalla en la que él y el rey Cellach mac Cerbaill perdieron la vida.

Cellach mac Cerbaill era hijo de Cerball mac Dúnlainge, rey de Osraige (fallecido c. 888) y estuvo casado con Echrad ingen Matudán, hija de Matudán mac Aeda, rey de Ulaid (fallecido c. 950), con quien tuvo un hijo, Donnchad mac Cellaig, rey de Osraige (fallecido c. 976). Matudán mac Aeda era hijo de Áed mac Eochocáin (fallecido c. 919), hijo de Eochocán mac Áedo (fallecido c. 883) y su esposa, Inderb ingen Máel Dúin de Cenél nEógain, hija de Máel Dúin mac Áeda, rey de Ailech (fallecido c. 867). Máel Dúin mac Áeda era hijo de Áed Oirdnide mac Néill, rey de Ailech (fallecido c. 819), de la dinastía Cenél nEógain de los Uí Néill del Norte.
Cellach luchó en la batalla de Gowran en 893. Llegó al trono después de la deposición de su hermano mayor Diarmait en 905. Cellach murió en la batalla de Mag Ailbe junto al ilustre rey-obispo de Cashel Cormac mac Cuilennáin en 908. Los Anales de Inisfallen registran la muerte de Cellach mac Cerbaill en 908.
 
Sin embargo, los Anales de los Cuatro Maestros afirman que este conflicto se denominó Batalla de Bealach-Mughna y lo sitúan en 903.
 
Su hermano Diarmait fue posteriormente restaurado en el trono por su primo hermano, el gran rey Flann Sinna .

## Legado
Fue antepasado de la dinastía de Mac Giolla Phádraig, y el manuscrito islandé Landnámabók (en el que se le llama Kjallakr Kjarvalson ) lo menciona como antepasado de algunos de los primeros pobladores de Islandia.